# Рашфорд Вилиџ (Минесота)
Рашфорд Вилиџ (енгл. Rushford Village) град је у америчкој савезној држави Минесота.

## Демографија
По попису из 2010. године број становника је 807, што је 93 (13,0%) становника више него 2000. године.
| Група             | 2000.       | 2010.       |
| Белци             | 707 (99,0%) | 794 (98,4%) |
| Афроамериканци    | 2 (0,3%)    | 1 (0,1%)    |
| Азијати           | 2 (0,3%)    | 1 (0,1%)    |
| Хиспаноамериканци | 1 (0,1%)    | 5 (0,6%)    |
| Укупно            | 714         | 807         |